# Забелино (Архангельская область)
Забелино — деревня в Ленском районе Архангельской области. Входит в состав Козьминского сельского поселения.

## География
Находится в юго-восточной части Архангельской области у северной границы административного центра поселения села Козьмино на правобережье Вычегды.

## История
В 1859 году здесь (деревня Забилино Яренского уезда Вологодской губернии) было учтено 4 двора.

## Население
Численность населения: 30 человек (1859 год), 118 (русские 96 %) в 2002 году, 104 в 2010.